# Anna Margolin
Anna Margolin (jiddisch: אַננאַ מאַרגאָלין), född 1887 i Brest i Kejsardömet Ryssland (nu Belarus), död 1952 i New York i USA är en pseudonym för den rysk-amerikanska poeten Rosa Harning Lebensboym (jiddisch: רויזע האַרנינג לעבנסבוים) som skrev på jiddisch.
Lebensboym växte upp i Brest, Königsberg och Odessa som enda barnet till paret Dvoyre Leye (Rosenblum) och Menachem Lebensboim. Hon studerade hebreiska i grundskolan. Efter hennes föräldrars skilsmässa levde hon ett tag med sin far i Warszawa. År 1906 sände hennes far hon till New York där hon anslöt sig till en grupp av skribenter och poeter som skrev på jiddisch, bland annat Chaim Zhitlovsky. Under sin första vistelse i New York jobbade hon också som journalist för tidningar på jiddisch.
Sedan flyttade hon tillbaka till Europa. I Warszawa träffade hon Moshe Stavski och gifte sig med honom. Tillsammans flyttade de till Palestina där deras enda barn föddes, Naaman. Lebensboym trivdes inte i Tel Aviv och saknade det intellektuella utbytet. Hon lämnade maken och sonen och flyttade först till Warszawa och 1913 till New York för att göra staden till sitt permanenta hem. Hon ingick i redaktionen för den liberala tidningen Der Tog som utgavs på jiddisch och skrev artiklar under olika pseudonymer på 1920-talet. Hennes skriftspråk var så kraftfullt att de flesta trodde att hon var en man. Engelharts första, och enda  diktsamling Lieder publicerades 1929.
Hon drabbades av en livslång depression och hennes dikter glömdes bort och återupptäcktes först flera decennier efter hennes död av judiska feminister. Hon räknas i dag som en av de främsta modernisterna på jiddisch.
År 2018 utgavs diktsamlingen Detta är natten i Sverige med ett urval av hennes dikter på svenska, i översättning av Beila Engelhart, parallellt med originalen på jiddisch.